# The New Masonic Temple (Saint Louis, Missouri)

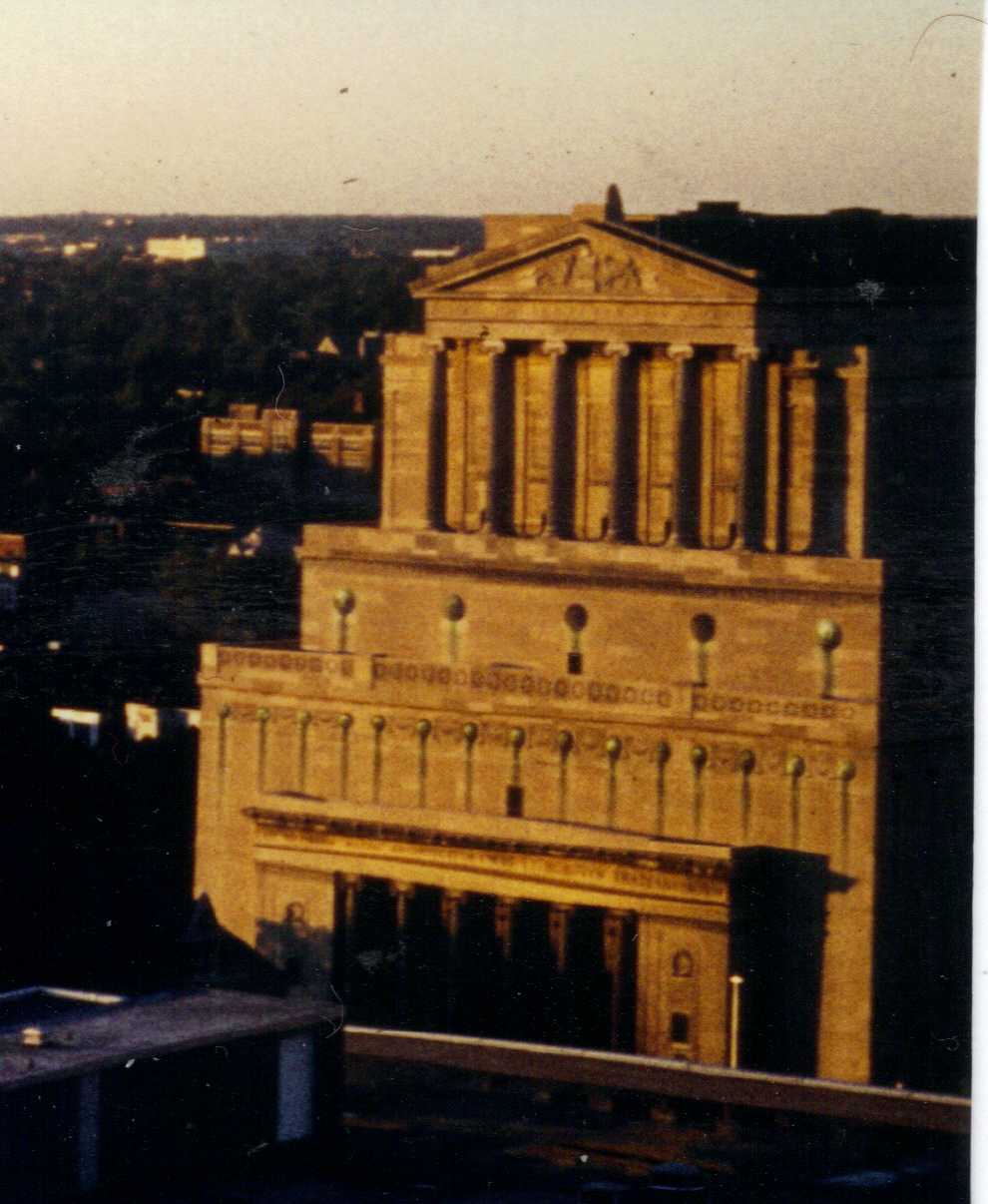
Abendsonnenschein auf der Tempelfassade

The New Masonic Temple in St. Louis, Missouri ist ein monumentaler Freimaurertempel der 1920er Jahre, der als eines der Wahrzeichen von Midtown Saint Louis gilt. 

## Geschichte
Der New Masonic Temple an der Adresse 3681 Lindell Boulevard wurde im Oktober 1926 eröffnet. Das klassizistische Hochhaus in der originellen Form zweier übereinandergelagerter Tempelbauten kostete vier Millionen Dollar und sollte den etwa 25.000 Freimaurern der Region Saint Louis als Versammlungsstätte dienen. Es enthielt zeitweilig auch die Räumlichkeiten der Großloge von Missouri und das Büro von deren Großmeister Harry S. Truman.
Vor dem Tempel fanden Dreharbeiten zu dem 1981 erschienenen Actionfilm Die Klapperschlange von Regisseur John Carpenter mit Schauspieler Kurt Russell statt.